# Saint-Pierre-d'Entremont, Orne
Saint-Pierre-d'Entremont là một xã ở tỉnh Orne Hauts-de-France tây bắc nước Pháp. Xã Saint-Pierre-d'Entremont, Orne nằm ở khu vực có độ cao trung bình 146 mét trên mực nước biển.